# Nærøy
Nærøy is een voormalige gemeente in de Noorse provincie Trøndelag. De gemeente telde 5138 inwoners in januari 2017. Nærøy fuseerde per 1 januari 2020 met de gemeente Vikna tot de nieuwe gemeente Nærøysund.

## Plaatsen in de gemeente
- Abelvær
- Årfor
- Buvika
- Eidshaug
- Fjær
- Foldereid
- Gravvika
- Heimsnes
- Kaldvika
- Kolvereid
- Langnes
- Langstranda
- Leirvika
- Lund
- Måneset
- Oppløya
- Ottersøya
- Salsbruket
- Sjølstad
- Søråa
- Torstad
- Valmyra
- Varøya

Åfjord · Flatanger · Frosta · Frøya · Grong · Heim · Hitra · Holtålen · Høylandet · Inderøy · Indre Fosen · Leka · Levanger · Lierne · Malvik ·  Melhus · Meråker · Midtre Gauldal · Nærøysund · Namsos · Namsskogan · Oppdal · Orkland · Ørland · Osen · Overhalla · Rennebu · Rindal · Røros · Røyrvik · Selbu · Skaun · Snåsa · Steinkjer · Stjørdal · Trondheim · Tydal · Verdal

Fylker van Noorwegen